# Eutrichites arizonensis
Eutrichites arizonensis är en skalbaggsart som beskrevs av Christopher E. Carlton 1989. Eutrichites arizonensis ingår i släktet Eutrichites och familjen kortvingar. Inga underarter finns listade i Catalogue of Life.